# Forbes' troepiaal
Forbes' troepiaal (Anumara forbesi; synoniem: Curaeus forbesi) is een zangvogel uit de familie Icteridae (troepialen). De vogel werd in 1886 geldig beschreven en als eerbetoon vernoemd naar William Alexander Forbes. Het is een bedreigde, endemische vogelsoort  Brazilië.

## Kenmerken
De vogel is 21 tot 24 cm lang. Het is een egaal zwarte troepiaal die sterk op de chopitroepiaal (Gnorimopsar chopi) lijkt. Deze vogelsoort is echter dofzwart en niet glanzend, en heeft een slanke rechte snavel, zonder groeven in de ondersnavel.

## Verspreiding en leefgebied
Deze soort is endemisch in oostelijk Brazilië. De grootste populatie komt voor in Pedra Talhada in de deelstaat Alagoas. De leefgebieden zijn de randen van natuurlijk bos dat grenst aan moerasgebieden, maar ook wel suikerrietvelden.

## Status
Forbes' troepiaal heeft een beperkt verspreidingsgebied en daardoor is de kans op uitsterven aanwezig. De grootte van de populatie werd in 2016 door BirdLife International geschat op 2500 tot 10.000 volwassen individuen en de populatie-aantallen nemen af door habitatverlies. De leefgebieden worden aangetast door ontbossing waarbij natuurlijk bos wordt omgezet in gebied voor intensief agrarisch gebruik. Om deze reden staat deze soort als bedreigd op de Rode Lijst van de IUCN.